# حسنی البرازی
حسنی البرازی (به عربی: حسنی البرازی) (زاده ۱۸۹۵ – درگذشته ۱۹۷۵) در شهر حماه سوریه کردتبار از تاریخ آوریل ۱۹۴۲ - ژانویه ۱۹۴۳ تصدی نخست‌وزیری سوریه را برعهده داشت.